# Surma
Surma, è il nome di un tratto di fiume che scorre nel Bangladesh orientale. In particolare Surma è il nome del ramo settentrionale della biforcazione del fiume Barak. 

## Geografia
Il Barak nasce sulle colline di Manipur nella parte settentrionale dello stato omonimo (in India), e scorre prima verso ovest e poi verso sud-ovest nel Mizoram. Qui svolta a nord, dirigendosi nell'Assam, e prosegue verso ovest attraversando la città di Silchar.
Il fiume in seguito si suddivide in due rami, il Surma (a nord) e il Kusiyara (a sud), che entrano nel Bangladesh e svoltano verso sud-ovest. Il Surma attraversa Sylhet in una ricca vallata coltivata a tè, mentre il Kusiyara si suddivide a sua volta in due ulteriori rami, che si ricongiungono entrambi al Surma. A Bhairab, nel Bangladesh centro-orientale, il fiume penetra nel Vecchio Brahmaputra e diviene il fiume Meghna, che scorre a sud attraverso Dacca ed entra nel Padma inferiore (Gange). Durante la stagione delle piogge molte imbarcazioni possono risalire il fiume fino a Silchar.